# 코리 샌드하겐
코리 샌드하겐(Cory Sandhagen, 1992년 4월 20일 ~ )은 미국의 종합격투기 선수로 UFC 밴텀급 상위 랭커이다. 뛰어난 리치와 타격 기술을 기반으로 한 독특한 경기 스타일로 유명하며, 유연한 움직임과 높은 운동 능력으로 ‘The Sandman’이라는 별명을 얻었다.

## 선수 경력
2015년 프로 데뷔 후 지역 단체에서 두각을 나타낸 샌드하겐은 2018년 UFC에 데뷔했다. 이후 John Lineker, Raphael Assunção, Marlon Moraes 등을 꺾으며 타이틀 컨텐더로 부상했다.
2021년에는 T.J. Dillashaw와 인터림 타이틀을 놓고 경쟁했으나 판정패했고, 이후에도 Petr Yan과의 경기에서도 타이틀에 도전했지만 아쉽게 패했다.
2022년 Song Yadong을 TKO로 꺾으며 반등한 그는 2023년 Marlon Vera, Rob Font를 상대로 연승을 이어갔고, 2025년 5월 UFC Fight Night에서 Deiveson Figueiredo를 2라운드 TKO로 제압하며 다시 타이틀 전선에 진입했다.

## 종합격투기 전적
| 결과 | 전적 | 상대                | 방식            | 대회                                      | 날짜       | 장소               |
| ---- | ---- | ------------------- | --------------- | ----------------------------------------- | ---------- | ------------------ |
| 승   | 18–5 | Deiveson Figueiredo | TKO (무릎 부상) | UFC Fight Night: Sandhagen vs. Figueiredo | 2025‑05‑03 | 데스모인, 미국     |
| 패   | 17–5 | Umar Nurmagomedov   | 판정 (전원일치) | UFC on ABC: Sandhagen vs. Nurmagomedov    | 2024‑08‑03 | 아부다비, UAE      |
| 승   | 17–4 | Rob Font            | 판정 (전원일치) | UFC on ESPN: Sandhagen vs. Font           | 2023‑08‑05 | 나슈빌, 미국       |
| 승   | 16–4 | Marlon Vera         | 판정 (스플릿)   | UFC on ESPN: Vera vs. Sandhagen           | 2023‑03‑25 | 샌안토니오, 미국   |
| 승   | 15–4 | Song Yadong         | TKO (닥터 스톱) | UFC Fight Night: Sandhagen vs. Song       | 2022‑09‑17 | 라스베이거스, 미국 |
| 패   | 14–4 | Petr Yan            | 판정 (전원일치) | UFC 267                                   | 2021‑10‑30 | 아부다비, UAE      |

## 타이틀 및 수상
- UFC Fight of the Night 2회
- UFC Performance of the Night 3회

## 관련 문서
- UFC
- 밴텀급 (MMA)
- 알저메인 스털링
- 페트르 얀
- 션 오말리
- 메랍 드발리쉬빌리
- 데이비슨 피게레도